# Enzo Vera
Enzo Andrés Vera Buchholz (* 7. April 1983 in Santiago de Chile) ist ein ehemaliger chilenischer Fußballspieler. Der Abwehrspieler wurde 2002 chilenischer Meister.

## Karriere
Enzo Vera begann seine Karriere 2002, als er aus der Jugend in die Profimannschaft vom CSD Colo-Colo kam. Mit den Albos gewann er die Meisterschaft der Apertura 2002. Nach der Saison 2002 meldete der Klub Insolvenz an. Der Verteidiger wechselte 2003 zu Deportes Iberia in die Primera B und spielte auch danach hauptsächlich für Zweitligisten. 2011 und 2012 lief Vera nochmal in der Primera División für Unión San Felipe auf. Seine Karriere beendete der Defensivakteur 2014 bei Lota Schwager.

## Erfolge
Colo-Colo
- Primera División: 2002-A